# Међусцена
Међусцена или мини-филм (енгл. cutscene) у индустрији видео-игара представља неинтерактивну секвенцу која прекида ток игре. Такве сцене се могу користити да прикажу разговор између ликова, дочарају атмосферу, награде играча, уведу нове елементе у игру, прикажу последице радњи играча, створе емоционалне везе, убрзају темпо игре или да упозоре о будућим догађајима.
Међусцене су често рендероване „у ходу” и користе графику игре у циљу стварања предодређених догађаја. Оне могу бити и пререндерована рачунарска графика пренета из видео-датотеке. Унапред креирани видео-снимци који се користе у видео-играма (било у току међусцена или саме игре) познати су под акронимом FMV (Full Motion Video). Међусцене се могу појављивати и у другим облицима, попут низова слика, текста или звука.